# Biclavigera fontis
Biclavigera fontis es una especie de polilla perteneciente a la familia Geometridae. Fue descrita por primera vez por el entomólogo inglés Louis Beethoven Prout en 1938, y se puede encontrar distribuido en Sudáfrica. Dos sintipos de la especie fueron descritos a nivel de la aldea Deelfontein en el desierto árido de Karoo.